# Pulcinella (Strawinsky)

Pulcinella nach einer Figurine von Maurice Sand

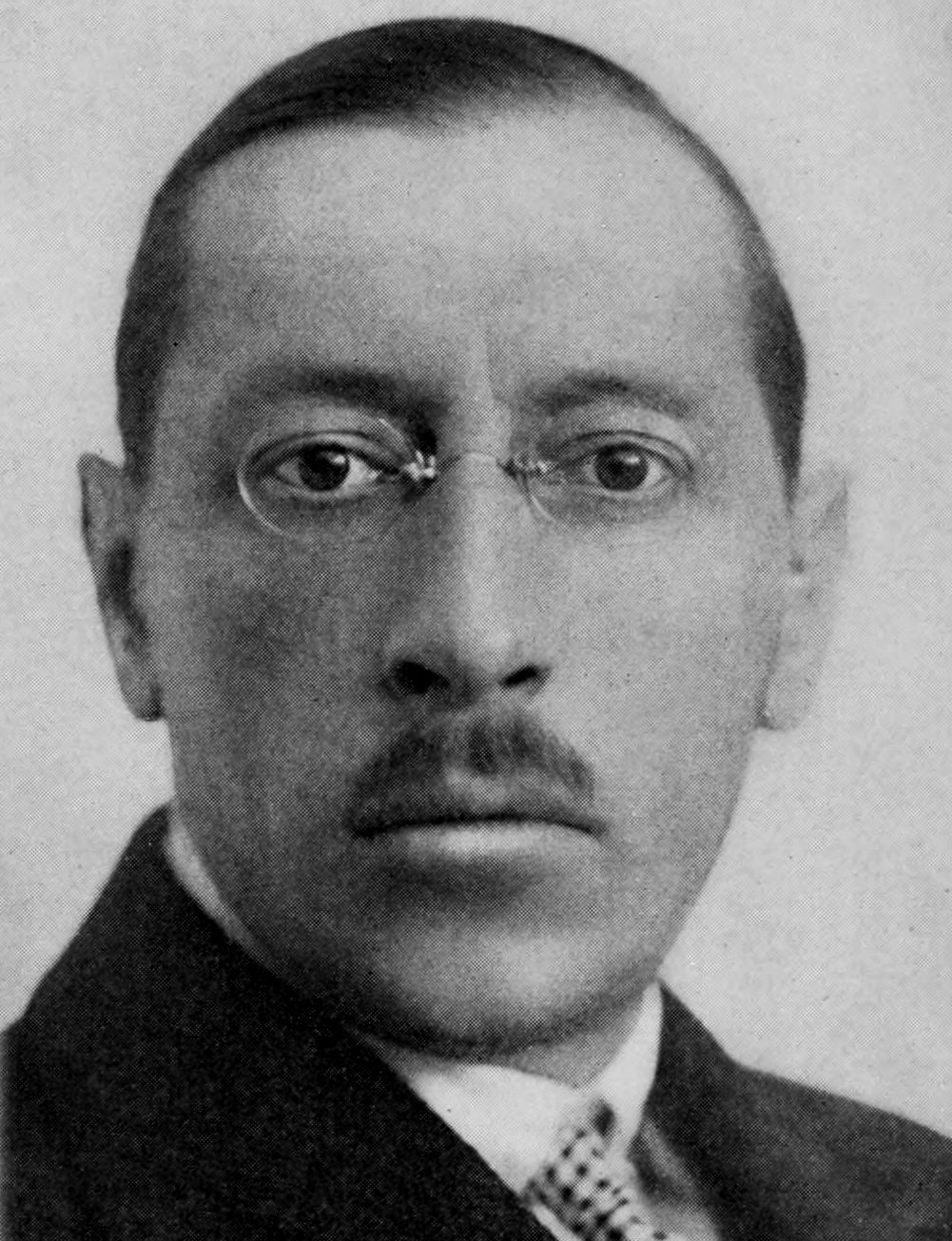
Igor Strawinsky, 1921

Pulcinella ist ein neoklassizistisches Ballett von Igor Strawinsky, dessen Handlung auf dem Quatre Polichinelles semblables (Vier identische Pulcinellen) von 1700 basiert. Pulcinella ist eine Figur der Commedia dell’arte.
Das Ballett wurde am 15. Mai 1920 unter der Leitung von Ernest Ansermet an der Pariser Oper uraufgeführt. Der Tänzer Léonide Massine entwarf Libretto und Choreografie, Pablo Picasso entwarf die Kostüme und Bühnenbilder. Das Ballett wurde von Sergei Diaghilev in Auftrag gegeben.
Eine Aufführung dauert etwa 35 Minuten. 1965 wurde die Partitur von Strawinsky überarbeitet.

## Geschichte
Diaghilev wollte ein Ballett, das auf einem Commedia-dell’arte-Libretto von 1700 basiert und Musik von Giovanni Battista Pergolesi verwendet.
Der Dirigent Ernest Ansermet schrieb Stravinsky 1919 über die Idee, aber der Komponist mochte die Idee der Musik von Pergolesi zunächst nicht. Nachdem er jedoch die Noten studiert hatte, die Diaghilev in Bibliotheken in Neapel und London gefunden hatte, änderte er seine Meinung. Strawinsky entlehnte die Themen, verwendete aber moderne Rhythmen und Harmonien. Einige der verwendeten Musikstücke wurden möglicherweise von Domenico Gallo, Unico Wilhelm van Wassenaer, Carlo Ignazio Monza und Alessandro Parisotti geschrieben. Pulcinella markiert den Beginn von Strawinskys zweiter Phase als Komponist, seiner neoklassizistischen Periode. Strawinsky schrieb: 

„Pulcinella war meine Entdeckung der Vergangenheit, die Epiphanie, durch welche mein späteres Werk möglich wurde. Selbstverständlich war es ein Blick zurück – die erste von vielen Liebesaffären in jene Richtung – , aber es war auch ein Blick in den Spiegel.“

## Handlung
Die Geschichte von Pulcinella stammt aus einer Handschrift aus Neapel von 1700 mit einer Reihe von Komödien, die den traditionellen Charakter der beliebten neapolitanischen Bühne darstellen. Die Geschichte trägt den Titel Quatre Polichinelles semblables (Vier identische Pulcinellen).
Der Einakter erzählt von Pulcinella, seiner Freundin Pimpinella, seinen Freunden Furbo, Prudenza und Rosetta sowie Florindo und Cloviello. Die Geschichte beginnt mit Florindo und Cloviello, die um Prudenza und Rosetta werben. Die beiden Frauen sind unbeeindruckt und überschütten die Bewerber mit Wasser. Prudenzas Vater, ein Arzt, verjagt sie.
Rosetta erscheint mit ihrem Vater. Rosetta tanzt für Pulcinella und sie küssen sich. Aber Pimpinella sieht das und unterbricht die Szene. Florindo und Cloviello treten auf und sind eifersüchtig auf Pulcinella und schlagen ihn zusammen. Pulcinella ist vermeintlich erstochen, um Pimpinella dazu zu bringen, Pulcinella zu vergeben. Furbo, verkleidet als Zauberer, erscheint und belebt Pulcinellas Körper vor allen Leuten. Pimpinella vergibt ihm. Prudenza und Rosetta erliegen Florindos und Cloviellos Werbung. Das Ballett endet mit der Hochzeit der drei Paare.

## Musik

### Instrumentation
Pulcinella ist für modernes Kammerorchester mit drei Solosängern instrumentiert:
Gesang
- Sopran
- Tenor
- Bass

Holzbläser
2 Flöten (2. Verdoppelung Piccolo )
2 Oboen
2 Fagotte
Blechbläser
- 2 Hörner in F
- 1 Trompete in C
- 1 Posaune

Streicher
- Concertino:
  - 2 Geigen
  - 1 Bratsche
  - 1 Cello
  - 1 Kontrabass

- Ripieno:
  - 8 Geigen
  - 4 Bratschen
  - 3 Celli
  - 3 Kontrabässe

## Gliederung
Das Ballett hat einen Akt und ist in 21 Abschnitte unterteilt:
- Ouvertüre: Allegro moderato
- Serenata: Larghetto: "Mentre l’erbetta pasce l’agnella" (Tenor)
- Scherzino: Allegro
- Poco più vivo
- Allegro
- Andantino
- Allegro
- Ancora poco meno: "Contento forse vivere" (Sopran)
- Allegro assai
- Allegro - Alla breve: "Con queste paroline" (Bass)
- Andante: "Sento dire no ’ncè pace" (Sopran, Tenor und Bass)
- Allegro: "Chi disse cà la femmena" (Tenor)
- Presto: "Ncè sta quaccuna pò" (Sopran und Tenor) / "Una te fa la nzemprece" (Tenor)
- Allegro - Alla breve
- Tarantella
- Andantino: "Se tu m’ami" (Sopran)
- Allegro
- Gavotta con due variazioni
- Vivo
- Tempo di minuetto: "Pupillette, Fiammette d’amore" (Sopran, Tenor und Bass)
- Finale: Allegro assai

## Auf Pulcinella basierende Stücke

### Pulcinella Suite
Die aus dem Ballett abgeleitete Pulcinella Suite wurde 1922 geschrieben und hat keine Gesangsteile. Die Uraufführung fand am 22. Dezember 1922 mit dem Boston Symphony Orchestra und Pierre Monteux in Boston statt.
Die Suite besteht aus acht Sätzen:
- Sinfonie
- Serenata
- Scherzino - Allegretto - Andantino
- Tarantella
- Tokkata
- Gavotta (con due variazioni)
- Vivo
- Minuetto - Finale

Die Suite wurde 1949 und 1965 von Strawinsky überarbeitet. 

### Suite Italienne
Strawinsky verwendete das Ballett auch für weitere Kompositionen:
- 1925: Suite d’après des thèmes, fragments et morceaux de Giambattista Pergolesi für Violine und Klavier (in Zusammenarbeit mit Paul Kochanski)
- 1932/33: Suite italienne für Cello und Klavier (in Zusammenarbeit mit Gregor Piatigorsky)
- 1933: Suite italienne für Violine und Klavier (in Zusammenarbeit mit Samuel Dushkin)

Später machten Jascha Heifetz und Piatigorsky ein Arrangement für Violine und Cello, das sie auch als Suite Italienne bezeichneten.